# Santería

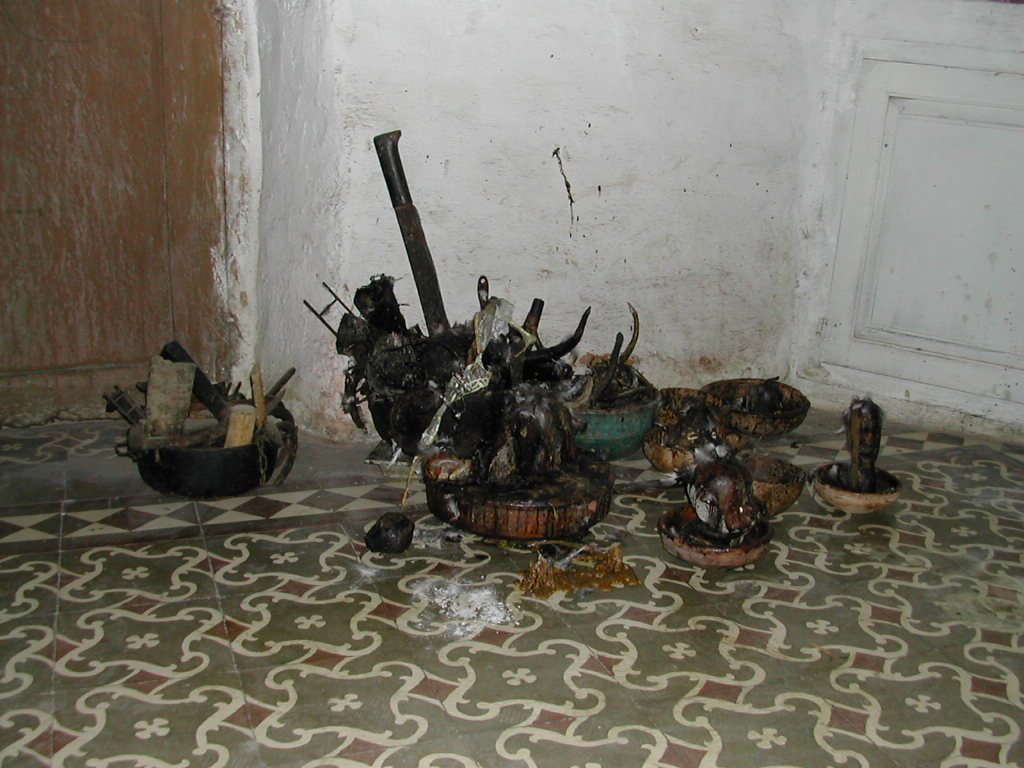
Rester efter djuroffer.

Santería (även känt som La Regla de Lukumi) är en synkretistisk religion som uppstod som en blandning av katolicism och afrikansk religion, särskilt från yoruba i Nigeria. Religionen skapades, eller anpassades, efter katolicismen av slavar från olika stammar och länder i Afrika. De dyrkar orishas. Eftersom slavarna inte tilläts dyrka sina gamla gudar, dolde man sina gudar bakom katolska helgon.
Santería skall inte förväxlas med Palo, en annan kubansk synkretisk religion, med rötter i kongolesisk folkreligion i stället för yorubareligion, eller med haitisk voodoo, som har sina rötter i Benins folkreligion.

## Historik
Santería uppstod på Kuba, men det finns besläktade former i Colombia och Brasilien (Candomblé) och i USA bland annat i Florida och Los Angeles, New York, särskilt bland karibiska invandrare. Santería har, tillsammans med mer uppbyggliga ritualer, även inslag av svart magi, till exempel förbannelser.
Santería ser ungefär likadan ut över hela Latinamerika, där den som mest är spridd i Kuba, Dominikanska republiken och Puerto Rico. Även i USA är den likadan. För västerlänningar kan det vara lätt att säga att Santería har inslag av svart magi, men det är inte riktigt så. Inom Santería (och Yoruba varifrån den härstammar) anser man att allt är gott och ont, det ena existerar inte utan det andra. Till skillnad från i exempelvis katolicismen finns det ingen arvsynd.
Santería betyder ungefär "de som dyrkar helgonen". Det finns en högsta Gud; en kraft. Men då han/hon inte bara kan koncentrera sig på vad som händer här på jorden har han delat upp sin kraft mellan olika gudar, som alla representerar vissa naturkrafter och "mänskliga" karaktärsdrag. Dessa gudar kallas Orishas, och de ser alla människor på jorden som sina barn - vare sig man tror på dem eller ej. Varje människa har även en särskild Orisha som vaktar över honom/henne. Bara en "överstepräst" - en Babalawo, kan utröna vilken Orisha som är den personens "mor" eller "far". Två centrala begrepp är ashé (den gudomliga kraften och energin) och ebbó (offer till gudarna). Elegguá är ödets gud, den som vaktar och försvarar ens hem. Till gudarna offrar man mat och dryck på deras altare. Man tänder också ljus till deras ära. De troende ska följa gudarnas råd, som finns nedskrivna i en bok (libreta de itá), som tilldelas vid initieringen.
På grund av att slavarna, som förde med sig Yoruba till Latinamerika, var tvungna att hålla den hemlig har Santería blivit en hemlig religion. Inte många hemligheter om religionen avslöjas för utomstående. Detta dels på grund av tradition, dels på grund av den nyfikenhet religionen väckt som gjort att vissa bara vill dra fördelar av den utan att hänge sig åt den. En Santero eller Santera (invigda i religionen) skulle aldrig avslöja vissa saker rörande sin tro och dess krafter. Men antropologen Migene Gonzales-Whippler, som växte upp med religionen men inte blev helt invigd förrän i sen vuxen ålder har skrivit ett flertal böcker om ämnet. Men som en sann Santera har hon beslutat att inte avslöja allt.
Utövare är ofta dubbelanslutna till Romersk-katolska kyrkan och till kardeciansk spiritualism.